# Bob Hope
Leslie Townes "Bob" Hope, KBE, KC*SG, KSS (29 tháng 5 năm 1903 - 27 tháng 7 năm 2003), là một nghệ sĩ hài, diễn viên, ca sĩ, vũ công, vận động viên, và tác giả người Mỹ. 
Với một sự nghiệp kéo dài gần 80 năm, Hope xuất hiện trong hơn 70 bộ phim dài và ngắn, bao gồm một loạt các phim "Road" với các diễn viên Bing Crosby và Dorothy Lamour. Cùng với việc dẫn chương trình Giải Oscar 19 lần (nhiều nhất), ông xuất hiện trong nhiều tác phẩm sân khấu và phim truyền hình và là tác giả của mười bốn cuốn sách. Bài hát "Thanks for the Memory" được coi là bài hát thương hiệu của Hope.